# 突厥碑文
突厥碑文（とっけつひぶん、 英語: Old Turkic inscriptions、Göktürk inscriptions）とは、突厥文字を用いて書かれた古代テュルク語による東突厥の碑文である。

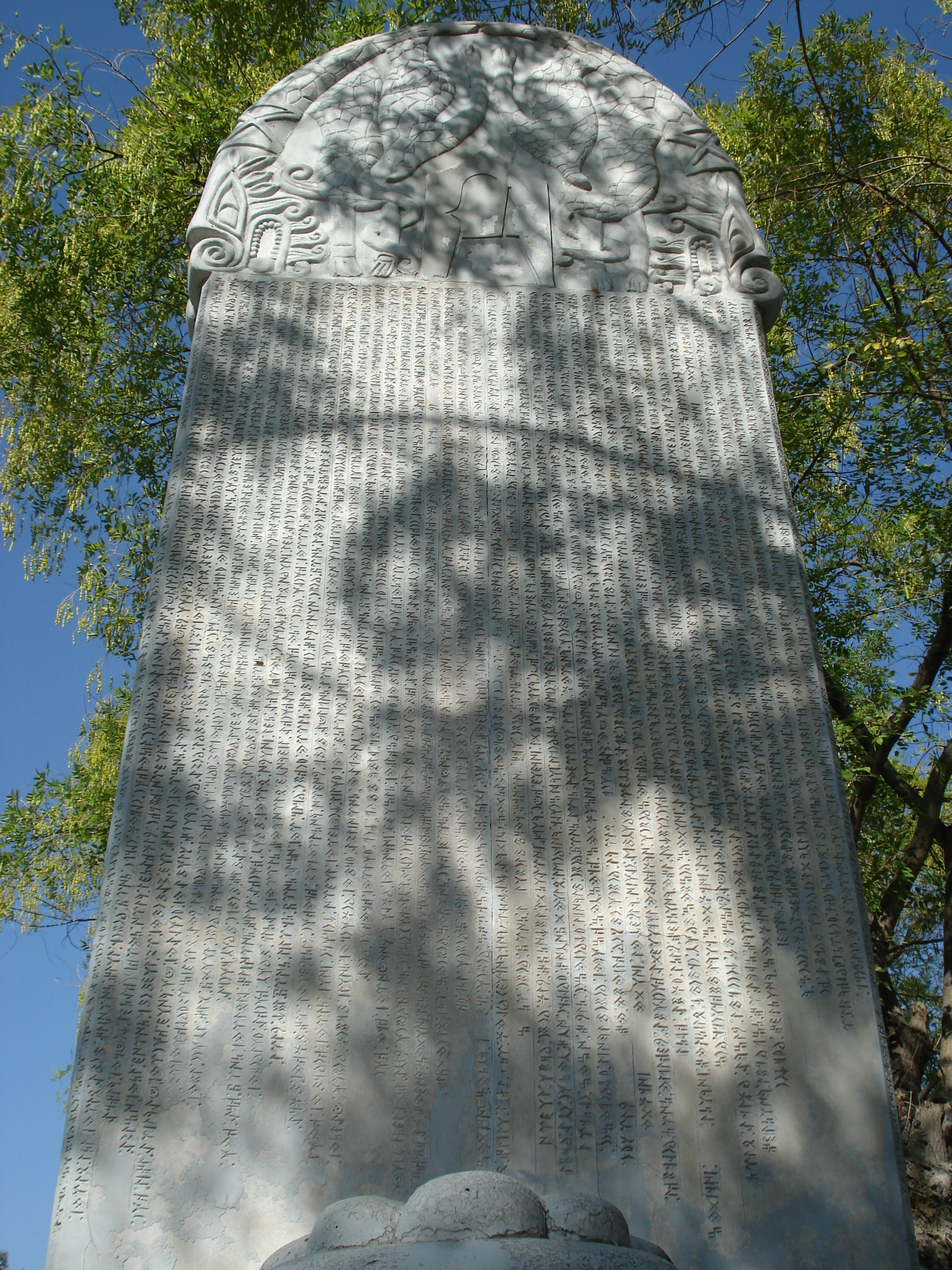
ビルゲ・カガン碑文のレプリカ（アンカラのガズィ大学）。

## 概要
突厥碑文と呼ばれる碑文はいくつかあり、その中でも有名なのが『トニュクク碑文』、『キョル・テギン碑文』、『ビルゲ・カガン碑文』である。『キョル・テギン碑文』と『ビルゲ・カガン碑文』はニコライ・ヤドリンツェフによってオルホン河畔のホショ・ツァイダムで発見されたため（1889年）、ともに『ホショ・ツァイダム碑文』と呼ばれる。一方の『トニュクク碑文』はクレメンツによってトラ河上流のバイン・ツォクトで発見されたため（1897年）、『バイン・ツォクト碑文』と呼ばれる。これら突厥碑文が重要視されるのは遊牧民族である突厥が、自らの文字で自らの言語を記したということであり、東アジアにおいては漢民族以外で日本のかな文字とともに古い。それまでの突厥ではソグド文字／ソグド語を使用していた。
2013年にはモンゴル東部のドンゴイン・シレー遺跡でも碑文が発見されている

## クリャシュトルヌィによる分類
ロシア（当時はソ連）のセルゲイ・グリゴリエヴィチ・クリャシュトルヌィ(Klyaštornyj)は、中央ユーラシア各地に点在する古代トルコ・ルーン文字碑文を大きく3つに分類し、さらにその3つをそれぞれ7種、7種、6種に分類した。
地域的
- 北モンゴル高原
- イェニセイ川流域
- レナ川・沿バイカル湖地域
- アルタイ
- 東トルキスタン
- 中央アジア（セミレチエ、フェルガナ）
- 東ヨーロッパ（ドニェーツ川、ドナウ川）

政治的
- 東突厥（テュルク）
- 堅昆（キルギス）
- 骨利干（クリカン）
- 西突厥（オンオク）
- 回鶻（ウイグル）
- 天山ウイグル王国
- ペチェネグ

内容的
- 歴史的・伝記的テキスト
- 墓碑銘的叙情詩
- 岩壁などに刻まれた覚書き
- 呪術的・宗教的テキスト
- 法律文書
- 日常用具上の記号

このうち、いわゆる突厥碑文と呼ばれるものは、地域的には北モンゴル高原で、政治的には東突厥で、内容的には歴史的・伝記的テキストに属する碑文を指す。

## オルホン碑文
1892年に『オルホン碑文』の名で未解読の碑文資料が公開されたことにより、この名称がある。1890年5月15日、フィンランド人の研究者アクセル・ヘイケル(Axel Olai Heikel)は帝政ロシアの首都サンクト・ペテルブルクを出発し、シベリアのイルクーツク経由で8月16日にオルホン川畔に到着した。以前から謎の碑文があるという噂があり、それを調査するためであった。ヘイケルは現地で3つの碑文を発見し、写真と拓本をとってヘルシンキへ持ち帰り、未解読のまま公開したのが『オルホン碑文』である。
ヘイケルの調査の後、ロシアの言語学者ワシリー・ラドロフ(ヴィルヘルム・ラドロフ)も現地に赴き、調査を行った。碑文の解読をめぐってフィンランドと帝政ロシアとの間で熾烈な競争となったが、1893年に解読に成功したのはデンマークの言語学者ヴィルヘルム・トムセンであった。
突厥碑文のうち、オルホン川流域にあるものを日本では一括して「オルホン碑文」（Orkhon inscriptions）と呼ぶが、これは必ずしも正確な命名とはいえない。以下はオルホン碑文に該当する碑文。
- ホショ・ツァイダム碑文（キョル・テギン碑文、ビルゲ・カガン碑文）…オルホン川流域
- バイン・ツォクト碑文（トニュクク碑文）…トール川流域

## 突厥碑文一覧
| 名称1                  | 名称2              | 発見地                                                                             | 発見年 | 建置年      | 言語               | 文字           |
| ---------------------- | ------------------ | ---------------------------------------------------------------------------------- | ------ | ----------- | ------------------ | -------------- |
| チョイレン銘文         |                    | モンゴル、ウランバートル                                                           |        | 686年-687年 | 古テュルク語       | 突厥文字       |
| イフ・ホショートゥ碑文 | キュリ・チョル碑文 | モンゴル、トゥブ・アイマク、デルゲルハン・ソム、イフ・ホショートゥ                 | 1912年 | 6-8世紀     | 古テュルク語       | 突厥文字       |
| オンギ碑文             |                    | モンゴル、ウブルハンガイ・アイマク、オヤンガ・ソム、オンギ川の支流                 | 1891年 | 6-8世紀     | 古テュルク語       | 突厥文字       |
| バイン・ツォクト碑文   | トニュクク第一碑文 | モンゴル、トゥブ・アイマク、トール川上流のバイン・ツォクト遺跡                     | 1897年 | 732年以前   | 古テュルク語       | 突厥文字       |
| バイン・ツォクト碑文   | トニュクク第二碑文 | モンゴル、トゥブ・アイマク、トール川上流のバイン・ツォクト遺跡                     | 1897年 | 732年以前   | 古テュルク語       | 突厥文字       |
| ホショ・ツァイダム碑文 | キョル・テギン碑文 | モンゴル、オルホン・アイマク、オルホン川畔（オルホン渓谷）のホショ・ツァイダム遺跡 | 1889年 | 732年       | 古テュルク語、漢語 | 突厥文字、漢字 |
| ホショ・ツァイダム碑文 | ビルゲ・カガン碑文 | モンゴル、オルホン・アイマク、オルホン川畔（オルホン渓谷）のホショ・ツァイダム遺跡 | 1889年 | 735年       | 古テュルク語、漢語 | 突厥文字、漢字 |

## 参考資料
- 三上次男・護雅夫・佐久間重男1974『人類文化史4 中国文明と内陸アジア』講談社
- 坂本勉2022『新版 トルコ民族の世界史』慶応義塾大学出版会